# Rampokan

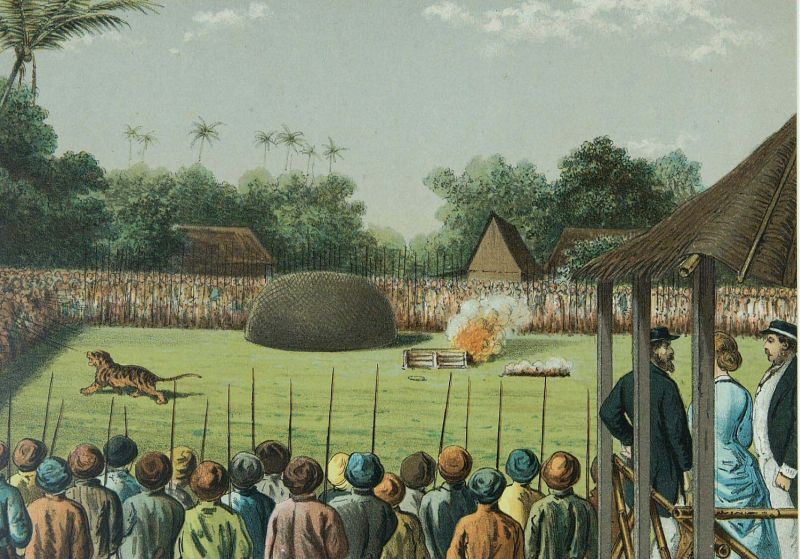
Ein Rampokan macan, ab 1905 verboten, war ein traditionelles Ritual.

Rampokan (javanesisch für Tiger) ist eine Graphic Novel des niederländischen Comiczeichners Peter van Dongen. Vor dem Hintergrund des Indonesischen Unabhängigkeitskriegs erzählt sie die Geschichte eines jungen Niederländers, der sich aus ganz persönlichen Gründen 1946 zum freiwilligen Kriegsdienst in Indonesien stellt und dann desertiert. Die fiktionale Graphic Novel behandelt hauptsächlich realweltliche historische Ereignisse, hat aber auch eine irreale Erzählebene. Zeichnerisch zählt sie zur Ligne claire und wurde in Sepiafarben koloriert. Das Werk erschien zunächst in zwei Teilen; Java (1998) und Celebes (2004). Eine von Jan Kruse übersetzte und von Marloes Dekkers neu kolorierte deutschsprachige Gesamtausgabe erschien 2023 beim Avant-verlag.

## Zeitgeschichtlicher Kontext
Nachdem Japans imperialistische Armee 1945 von britischen Verbänden aus dem indonesischen Archipel hatte vertrieben werden können, erklärten Indonesier die Unabhängigkeit ihres Landes von der vormaligen niederländischen Kolonialmacht. Die Niederlande erkannte diese Unabhängigkeit jedoch nicht an und versuchte ihre Ansprüche militärisch erneut durchzusetzen. Weil die im damaligen „Niederländisch-Indien“ stationierten Berufseinheiten nicht ausreichten, wurden Freiwillige rekrutiert und entsandt, um die teilweise aus Kommunisten bestehende Unabhängigkeitsbewegung niederzuschlagen.

## Handlung
Die Erzählung beginnt mit einer Bildsequenz im Oktober 1946, die in den Zeitkontext einführt: Ein Konvoi von zurückkehrenden niederländischen Siedlern und Loyalisten wird von indonesischen Nationalisten angegriffen, die Gewalt zieht sich fortan durch die gesamte Erzählung von Rampokan.
Der eher unpolitische Protagonist Johan Knevel, ein in Indonesien geborener Sohn von früh verstorbenen niederländischen Kolonialisten, will nach dem Ende des Zweiten Weltkriegs in Europa in sein Geburtsland zurückkehren. Ihn treibt die Sehnsucht, sein früheres einheimisches Kindermädchen Ninih aufzuspüren, zu dem er eine sentimentale Bindung hat. So befindet er sich zu Beginn auf dem Truppentransporter „Tegelberg“ auf dem Weg nach Asien. Auf dem Schiff kommt es zur entwürdigenden Äquatortaufe des als Kommunist bekannten Freiwilligen Erik Verhagen, woran sich Knevel beteiligt. Am Abend folgt ein Zweikampf zwischen Verhagen und Knevel, wobei Verhagen im Meer ertrinkt. Knevel nimmt darauf die Ausweise seines Opfers an sich. Mit Ausnahme eines aufdringlichen Freundes, der in Indonesien auf einträgliche Geschäfte hofft, hat niemand die unbeabsichtigte Tat bemerkt.
Knevel erreicht den Hafen von Tanjung Priok und mischt sich unter die dortigen Niederländer, deren Leben aus Langeweile, käuflichen Vergnügungen und Schwarzhandel besteht. Dem stellt der Autor die unkorrumpierte, urwüchsig-archaische Kraft der indonesischen Volkskultur entgegen, die jedoch nicht frei von Obskurantismus ist. Ausdruck davon ist der Rampokan macan, der als ästhetisch-allegorisches Element (der in die Enge gedrängte indonesische Tiger bricht aus) parallel zur Handlung verläuft. Für Knevel wird sein Verbrechen zur wachsenden psychischen Belastung und er hat Albträume und Verfolgungswahn. Seine Suche nach Ninih kommt dabei nicht vom Fleck, vielmehr wird er in amouröse Verstrickungen und verbotene Geschäfte hinein gezogen.
Wiederholt brechen niederländische Strafexpeditionen ins Hinterland auf und versuchen durch brutale Gewalt gegen die Zivilbevölkerung den schwelenden Konflikt zu ersticken, doch entziehen sich die bewaffneten Unabhängigkeitskämpfer jeder direkten Konfrontation. Bei einem dieser Einsätze auf der Insel Sulawesi (Celebes) verliert Knevel seine Einheit, als ein Tsunami auf die Küste trifft. Er ist bewusstlos und erhält Hilfe vom kommunistisch gesinnten Niederländer Burt Dekker und dessen indonesischen Begleitern. Diese finden bei Knevel den KP-Mitgliederausweis von Erik Verhagen und halten ihn deshalb für einen Gleichgesinnten. Knevel, der für die Armee fortan ein Deserteur ist, muss sich nun als Kommunist ausgeben. Die rationalistischen Kommunisten stehen wiederum in einem Gegensatz zum vorislamischen Volksglauben, deren Anhänger vom Autor als die eigentlichen Träger des indonesischen Unabhängigkeitswillens dargestellt werden.
Allerdings schildert der Autor auch die Lebenswelt der kleinen Schicht der indonesischen Loyalisten, die mit der Herrschaft der Niederländer eine frühere Zeit der Stabilität und der persönlichen Prosperität verbindet. Die Niederländer selbst leben in einer abgeschotteten und luxuriösen Welt, deren Genuss ihnen aber durch den als lästig empfundenen Krieg verdorben wird. Unter dem Druck kleinerer Angriffe lassen sie sich zu immer härterer Gegengewalt hinreißen. Der Kommunist Dekker, der verzweifelt auf die von Knevel versprochenen Waffenlieferungen aus Australien hofft, sucht nun trotz seiner Vorbehalte die Unterstützung eines ominösen weiblichen Mediums, das anscheinend über den Volkswillen zu gebieten vermag und in einer in den Wäldern verborgenen Gemeinschaft lebt.
Dort findet Knevel endlich sein nun geistig umnachtetes ehemaliges Kindermädchen Ninih, wird aber auch von Dekker als unpolitischer Opportunist enttarnt und muss deshalb um sein Leben fürchten. Dekkers indonesischer Genosse, sonst um keine Bluttat verlegen, ermöglicht dem „in der Vergangenheit lebenden Sentimentalisten“ die Flucht. Jedoch wird das Dorf nun von einem niederländischen Kommando überfallen und Knevel stirbt inmitten eines allgemeinen Blutgerichts, nachdem ihm sein früherer Vorgesetzter persönlich die Hilfe verweigert hat.
Die Handlung endet im Januar 1951 mit einem kurzen Epilog auf einem Luxusschiff, das auf dem Weg nach Europa ist, in dem die vermeintlichen Sieger – niederländische Offiziere und ihre anpasserischen indonesischen Frauen, ihr Drang nach Sicherheit um jeden Preis ist ein häufiges Thema in Rampokan – in ihrer ganzen Banalität gezeigt werden. Der äußerst blutige Krieg war für sie scheinbar nur eine Episode in einem von Annehmlichkeiten geprägten Leben.

## Ausgaben
- Rampokan deel 1 Java. Amsterdam : Oog & Blik, 1998.
  - Rampokan. Teil: 1, Java. Übersetzung Jan Kruse. Berlin : Avant, 2008.
- Rampokan deel 2 Celebes. Amsterdam : Oog & Blik, 2004.
  - Rampokan. Teil: 2, Celebes. Übersetzung Jan Kruse. Berlin : Avant, 2008.
- Rampokan schetsboek. Amsterdam : Oog & Blik, 2005.
  - Rampokan – Gesamtausgabe. Berlin : Avant, 2023, ISBN 978-3-96445-088-3.